# Alburnus neretvae
Alburnus neretvae е вид лъчеперка от семейство Шаранови (Cyprinidae). Видът е незастрашен от изчезване.

## Разпространение
Разпространен е в Босна и Херцеговина и Хърватия.

## Описание
На дължина достигат до 11,9 cm.
Популацията на вида е стабилна.